# Kościół Najświętszej Maryi Panny Matki Miłosierdzia w Szepietowie
Kościół Najświętszej Maryi Panny Matki Miłosierdzia – rzymskokatolicki kościół parafialny należący do dekanatu Szepietowo diecezji łomżyńskiej.

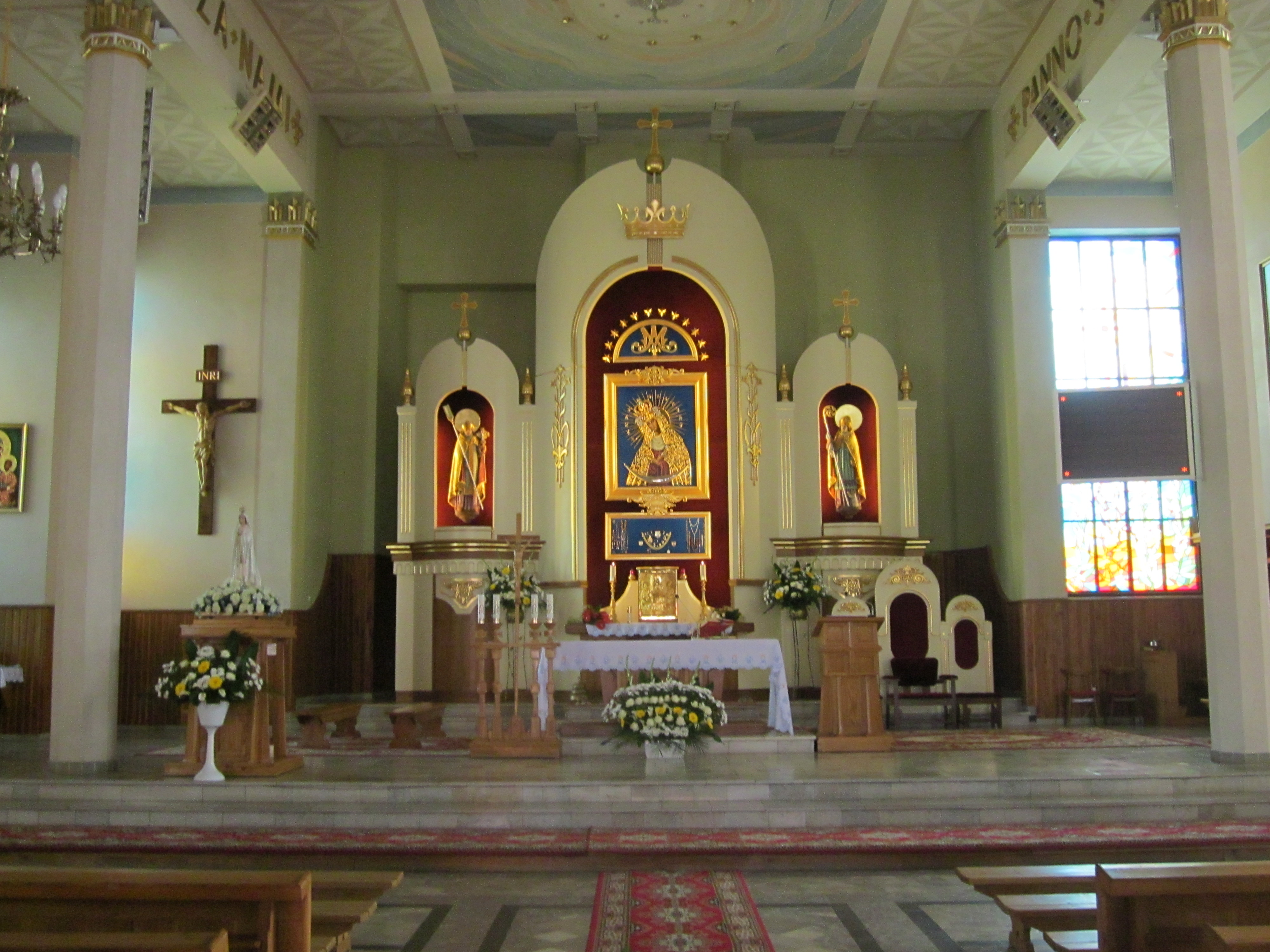
Wnętrze świątyni - prezbiterium

Jest to świątynia murowana wybudowana w latach 1983-1984 dzięki staraniom księdza proboszcza Józefa Lucjana Żyłowskiego, pobłogosławiona w dniu 17 listopada 1985 roku przez biskupa Juliusza Paetza. Budowla została przygotowana do konsekracji dzięki staraniom Józefa L. Żyłowskiego; konsekrował ją w dniu 2 czerwca 1997 roku biskup łomżyński Stanisław Stefanek.